# DAMS
DAMS (Driot Associés Motor Sport) est une écurie française en sport automobile, fondée en 1988 par l'ancien pilote de Formule 1 René Arnoux, et Jean-Paul Driot. Ce duo collaborait déjà dans le développement de l'écurie GDBA Motorsports entre 1986 et 1989. L'écurie est basée près du circuit de la Sarthe au Mans. L'équipe est dirigée depuis 2022 par l'ancien pilote de Formule 1, Charles Pic.

## Historique
René Arnoux et Jean-Paul Driot créent l'écurie DAMS en 1988 afin de participer au championnat international de F3000. Ce sera chose faite dès la saison suivante en 1989.
En 1995, DAMS et Reynard Motorsport s'associent afin de développer une monoplace de Formule 1, la GD-01. Le projet est abandonné faute de budget.

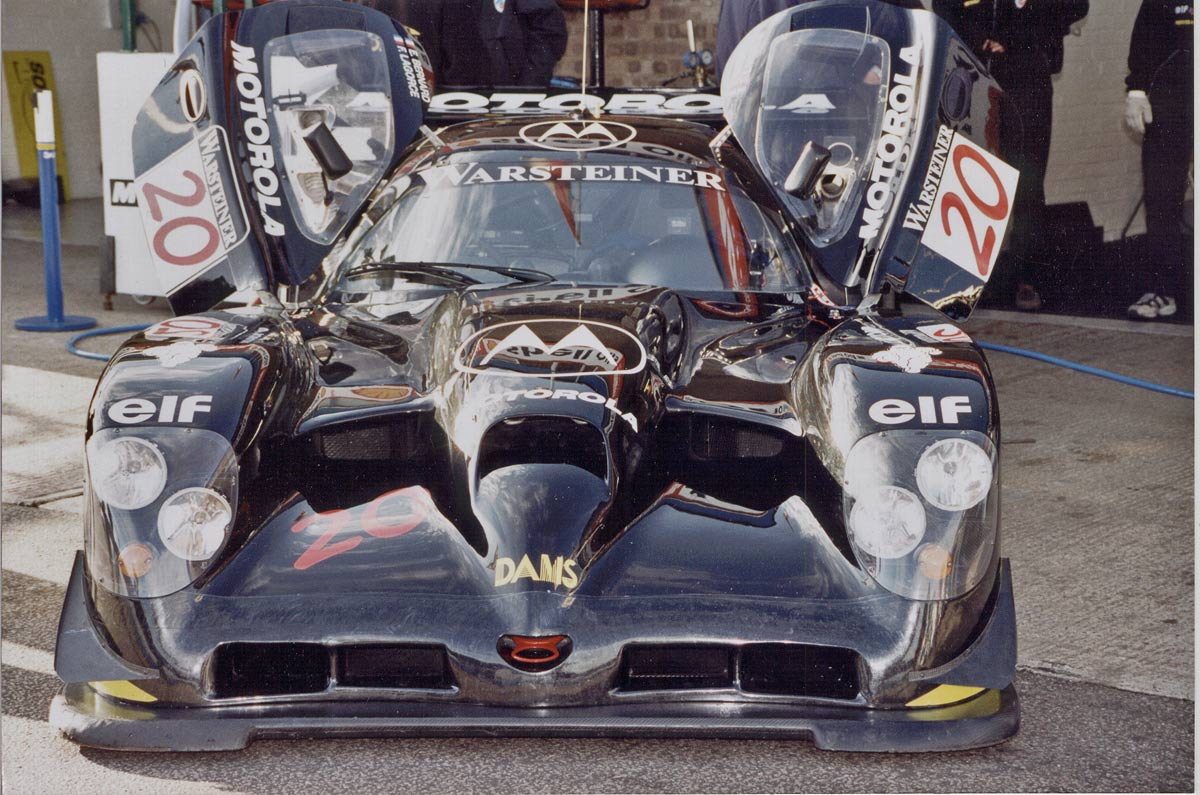
La Panoz Esperante GTR-1 de Franck Lagorce et Éric Bernard à Donington (1997)

L'écurie s'oriente vers les 24 Heures du Mans en 1997 en partenariat avec Panoz Motorsports et fait courir une Panoz Esperante GTR-1-Ford pilotée par Franck Lagorce, Éric Bernard et Jean-Christophe Boullion.
Pour la saison 1999 l'écurie engage une Lola B98/10 à moteur Judd qui sera l'un des protos les plus rapides de la saison.
DAMS est officiellement chargée de faire courir les Cadillac Northstar LMP du groupe General Motors en 2000 et 2001 avec notamment Éric Bernard, Emmanuel Collard et Franck Montagny pour pilotes.
L'écurie engage aux 24 Heures du Mans 2002 en collaboration avec Bob Berridge Racing, deux voitures qui seront les vedettes du film Michel Vaillant de Luc Besson. Il s'agit d'une Lola Judd sous les traits de la Vaillante et d'une Panoz en tant que Leader (voiture de course).
DAMS participe également au championnat du FIA GT en 1997 et 2004, au championnat American Le Mans Series et à la coupe du monde des Sport-prototypes en 1999 et 2000.
En 2003, DAMS remporte avec José María López l'Eurocup Formule Renault V6 qui fusionnera avec les World Series by Nissan en 2005 pour devenir les World Series by Renault. L'écurie est également en lice de l'Eurocup Formule Renault V6 en 2004 et participera aux World Series by Renault en 2005.
En 2005, l'écurie se consacre au GP2 Series, l'antichambre de la Formule 1 qui remplace le championnat international de F3000, et à la nouvelle série d'A1 Grand Prix. Lors de la création de la Formule Le Mans en 2009, DAMS inaugure le palmarès de cette compétition à la fois dans le classement pilote, avec Nico Verdonck (en), et dans le classement par équipes. En 2010, après la disparition de l'A1 Grand Prix, elle remporte le championnat Auto GP.
Après le décès du fondateur de l'équipe Jean-Paul Driot, ses deux fils Grégory et Olivier reprennent l'équipe en 2019. À l'aube de la saison 2022, l'ancien pilote de Formule 1 Charles Pic rachète l'équipe, tout en conservant le même personnel et les mêmes structures. La famille Pic est proche de l'équipe DAMS depuis des décennies, le grand-père de Charles, Charles-Pierre André, avait soutenu les carrières d'Éric Bernard et d'Olivier Panis quand ils étaient chez DAMS, et son petit-frère Arthur Pic lorsque celui-ci a roulé pour l'équipe sarthoise en 2012.

## Formule E (2014-2022)
DAMS annonce sa participation pour la saison inaugurale (2014-2015) du tout nouveau championnat de monoplaces électriques, la Formule E sous le nom de e.dams. C'est par ailleurs, l'unique écurie française de ce championnat.
Le quadruple champion du monde de Formule 1, Alain Prost s'associe au projet avec Jean-Paul Driot.
Renault devient sponsor-titre de e.dams grâce au cofondateur de l'équipe, Alain Prost, qui est aussi ambassadeur de la marque. Les deux pilotes de l'écurie sont annoncés le 30 juin 2014. Il s'agit du fils de Alain Prost, Nicolas Prost, pilote de Rebellion Racing en Endurance, et du troisième pilote Red Bull en F1 et pilote Toyota Motorsport GmbH, Sébastien Buemi.
De 2014 à 2018, avec la marque française, l'équipe e-Dams obtient trois titres au classement constructeurs, un titre pilote avec le sacre de Sébastien Buemi lors de la saison 2015-2016, et 15 victoires. La dernière saison avec Renault est cependant plus difficile, avec une absence de victoires et la perte du titre constructeurs. 
À partir de la saison 2018-2019, la première sous la génération de voitures Gen2, Renault se retire du championnat, Nissan devenant le nouveau partenaire technique de l'équipe, qui devient Nissan e.Dams. Oliver Rowland remplace Nicolas Prost, qui quitte la Formule E. À l'issue de cette première saison de collaboration avec la marque, l'équipe, désormais franco-japonaise, termine quatrième avec six podiums et une victoire de Sébastien Buemi, qui termine vice-champion. 
Les résultats s'améliorent la saison suivante, avec une deuxième place finale au classement constructeurs, quatre podiums de Buemi, et une victoire d'Oliver Rowland. 
Les deux saisons suivantes sont cependant beaucoup plus compliquées pour l'écurie. En 2020-2021, e.DAMS n'obtient que deux podiums, avec Oliver Rowland, tandis que Sébastien Buemi n'en obtient aucun. L'écurie ne termine que dixième du classement constructeurs. 
Pour la saison 2021-2022, Oliver Rowland, parti chez Mahindra, est remplacé par Maximilian Günther, venant de BMW i Andretti Motorsport. Malgré le gain d'une place au classement constructeurs, e.DAMS n'obtient aucun podium au cours de la saison, une première dans l'histoire de l'équipe. Courant 2022, Nissan rachète l'intégralité de l'écurie e.DAMS. L'entité sarthoise, n'étant désormais plus impliquée dans la gestion de l'écurie de Formule E, quitte le championnat à l'issue de la saison 2021-2022. 

### Résultats en Championnat du monde de Formule E
| Saisons   | Voitures       | Pilotes            | Courses | Victoires | Points | Championnat pilotes | Championnat écuries |
| --------- | -------------- | ------------------ | ------- | --------- | ------ | ------------------- | ------------------- |
| 2014-2015 | eDams-Renault  | Nicolas Prost      | 11      | 1         | 89     | 6e                  | Champion            |
| 2014-2015 | eDams-Renault  | Sébastien Buemi    | 11      | 3         | 143    | 2e                  | Champion            |
| 2015-2016 | Renault e.Dams | Nicolas Prost      | 10      | 2         | 115    | 3e                  | Champion            |
| 2015-2016 | Renault e.Dams | Sébastien Buemi    | 10      | 3         | 155    | Champion            | Champion            |
| 2016-2017 | Renault e.Dams | Nicolas Prost      | 12      | 0         | 93     | 6e                  | Champion            |
| 2016-2017 | Renault e.Dams | Sébastien Buemi    | 12      | 6         | 157    | 2e                  | Champion            |
| 2016-2017 | Renault e.Dams | Pierre Gasly       | 12      | 0         | 18     | 16e                 | Champion            |
| 2017-2018 | Renault e.Dams | Nicolas Prost      | 12      | 0         | 18     | 19e                 | 5e                  |
| 2017-2018 | Renault e.Dams | Sébastien Buemi    | 12      | 0         | 125    | 4e                  | 5e                  |
| 2018-2019 | Nissan e.Dams  | Sébastien Buemi    | 13      | 1         | 119    | 2e                  | 4e                  |
| 2018-2019 | Nissan e.Dams  | Oliver Rowland     | 13      | 0         | 71     | 10e                 | 4e                  |
| 2019-2020 | Nissan e.Dams  | Sébastien Buemi    | 11      | 0         | 84     | 4e                  | 2e                  |
| 2019-2020 | Nissan e.Dams  | Oliver Rowland     | 11      | 1         | 83     | 5e                  | 2e                  |
| 2020-2021 | Nissan e.Dams  | Sébastien Buemi    | 15      | 0         | 20     | 21e                 | 10e                 |
| 2020-2021 | Nissan e.Dams  | Oliver Rowland     | 15      | 0         | 77     | 14e                 | 10e                 |
| 2021-2022 | Nissan e.Dams  | Sébastien Buemi    | 16      | 0         | 30     | 15e                 | 9e                  |
| 2021-2022 | Nissan e.Dams  | Maximilian Günther | 16      | 0         | 6      | 19e                 | 9e                  |

## Formule 2
En 2017, le GP2 Series est remplacé par un nouveau championnat de Formule 2. DAMS s'engage dès lors dans cette nouvelle compétition.

### Résultats en Formule 2 FIA
| Saisons | Voitures           | Pilotes             | Courses | Victoires | Points | Championnat pilotes | Championnat écuries |
| ------- | ------------------ | ------------------- | ------- | --------- | ------ | ------------------- | ------------------- |
| 2017    | Dallara-Mecachrome | Oliver Rowland      | 22      | 2         | 191    | 3e                  | 3e                  |
| 2017    | Dallara-Mecachrome | Nicholas Latifi     | 22      | 1         | 178    | 5e                  | 3e                  |
| 2018    | Dallara-Mecachrome | Alexander Albon     | 24      | 4         | 212    | 3e                  | 3e                  |
| 2018    | Dallara-Mecachrome | Nicholas Latifi     | 24      | 1         | 91     | 9e                  | 3e                  |
| 2019    | Dallara-Mecachrome | Nicholas Latifi     | 22      | 4         | 214    | 2e                  | Champion            |
| 2019    | Dallara-Mecachrome | Sérgio Sette Câmara | 22      | 2         | 204    | 4e                  | Champion            |
| 2020    | Dallara-Mecachrome | Dan Ticktum         | 24      | 1         | 96,5   | 11e                 | 8e                  |
| 2020    | Dallara-Mecachrome | Sean Gelael         | 14      | 0         | 3      | 21e                 | 8e                  |
| 2020    | Dallara-Mecachrome | Jüri Vips           | 8       | 0         | 16     | 16e                 | 8e                  |
| 2021    | Dallara-Mecachrome | Roy Nissany         | 23      | 0         | 16     | 16e                 | 8e                  |
| 2021    | Dallara-Mecachrome | Marcus Armstrong    | 23      | 1         | 49     | 13e                 | 8e                  |
| 2022    | Dallara-Mecachrome | Ayumu Iwasa         | 28      | 2         | 141    | 5e                  | 6e                  |
| 2022    | Dallara-Mecachrome | Roy Nissany         | 26      | 0         | 20     | 19e                 | 6e                  |
| 2022    | Dallara-Mecachrome | Luca Ghiotto        | 2       | 0         | 0      | 25e                 | 6e                  |
| 2023    | Dallara-Mecachrome | Ayumu Iwasa         | 26      | 3         | 165    | 4e                  | 4e                  |
| 2023    | Dallara-Mecachrome | Arthur Leclerc      | 26      | 0         | 49     | 15e                 | 4e                  |
| 2024    | Dallara-Mecachrome | Jak Crawford        | 28      | 1         | 125    | 5e                  | 6e                  |
| 2024    | Dallara-Mecachrome | Juan Manuel Correa  | 24      | 0         | 31     | 18e                 | 6e                  |
| 2024    | Dallara-Mecachrome | Dino Beganovic      | 4       | 0         | 22     | 20e                 | 6e                  |
| 2025    | Dallara-Mecachrome | Jak Crawford        |         |           |        | e                   | e                   |
| 2025    | Dallara-Mecachrome | Kush Maini          |         |           | e      |                     | e                   |

## Formule 3 FIA
En 2025, l'écurie DAMS fait ses débuts dans le championnat de Formule 3 FIA, où elle remplace Jenzer Motorsport, qui a choisi de quitter le championnat.

### Résultat en Formule 3 FIA
| Saisons | Voitures           | Pilotes         | Courses | Victoires | Points | Championnat pilotes | Championnat écuries |
| ------- | ------------------ | --------------- | ------- | --------- | ------ | ------------------- | ------------------- |
| 2025    | Dallara-Mecachrome | Nicola Lacorte  |         |           |        | e                   | e                   |
| 2025    | Dallara-Mecachrome | Matías Zagazeta |         |           |        | e                   | e                   |
| 2025    | Dallara-Mecachrome | Christian Ho    |         |           |        | e                   | e                   |
| 2025    | Dallara-Mecachrome | Nikita Johnson  | 2       | 0         | 0      | 34e                 | e                   |

## Formule 3000
Dès la saison suivant la création de l'écurie, DAMS participe au championnat international de Formule 3000 1989. Elle remporte le premier de ses trois titres pilotes dès la seconde année de participation en 1990 avec Érik Comas. Les deux autres titres seront remportés par Olivier Panis en 1993 et par Jean-Christophe Boullion en 1994.
En treize années de participation au championnat international, de 1989 à 2001, DAMS a remporté trois titres pilotes, 21 victoires, 19 meilleurs tours et 19 pole positions, ce qui en fait l'une des meilleures écuries de la catégorie avec Arden International et Super Nova Racing.

### Résultats en Formule 3000
| Saisons | Voitures         | Pilotes                  | Victoires | Points | Classement pilotes |
| ------- | ---------------- | ------------------------ | --------- | ------ | ------------------ |
| 1989    | Lola-Mugen       | Érik Comas               | 2         | 39     | 2e                 |
| 1989    | Lola-Mugen       | Éric Bernard             | 1         | 25     | 3e                 |
| 1990    | Lola-Mugen       | Érik Comas               | 4         | 51     | Champion           |
| 1990    | Lola-Mugen       | Allan McNish             | 2         | 26     | 4e                 |
| 1991    | Lola-Mugen       | Laurent Aïello           | 0         | 4      | 15e                |
| 1991    | Lola-Mugen       | Allan McNish             | 0         | 2      | 16e                |
| 1992    | Lola-Cosworth    | Jean-Marc Gounon         | 1         | 19     | 6e                 |
| 1992    | Lola-Cosworth    | Frédéric Gosparini       | 0         | 0      | NC                 |
| 1992    | Lola-Cosworth    | Jérôme Policand          | 0         | 0      | NC                 |
| 1992    | Lola-Cosworth    | Eric Hélary              | 0         | 0      | NC                 |
| 1993    | Reynard-Cosworth | Olivier Panis            | 3         | 32     | Champion           |
| 1993    | Reynard-Cosworth | Franck Lagorce           | 2         | 21     | 4e                 |
| 1994    | Reynard-Cosworth | Jean-Christophe Boullion | 3         | 36     | Champion           |
| 1994    | Reynard-Cosworth | Guillaume Gomez          | 0         | 12     | 7e                 |
| 1995    | Reynard-Cosworth | Tarso Marques            | 1         | 15     | 5e                 |
| 1995    | Reynard-Cosworth | Guillaume Gomez          | 0         | 8      | 8e                 |
| 1996    | Lola-Zytek Judd  | Laurent Redon            | 0         | 7      | 8e                 |
| 1996    | Lola-Zytek Judd  | Jean-Philippe Belloc     | 0         | 0      | NC                 |
| 1997    | Lola-Zytek Judd  | Jamie Davies             | 1         | 22     | 4e                 |
| 1997    | Lola-Zytek Judd  | Grégoire de Galzain      | 0         | 0      | NC                 |
| 1998    | Lola-Zytek Judd  | Jamie Davies             | 0         | 8      | 10e                |
| 1998    | Lola-Zytek Judd  | Grégoire de Galzain      | 0         | 0      | NC                 |
| 1999    | Lola-Zytek       | Franck Montagny          | 0         | 6      | 10e                |
| 1999    | Lola-Zytek       | David Terrien            | 0         | 0      | NC                 |
| 2000    | Lola-Zytek       | Franck Montagny          | 0         | 5      | 15e                |
| 2000    | Lola-Zytek       | Kristian Kolby           | 0         | 2      | 23e                |
| 2001    | Lola-Zytek       | Sébastien Bourdais       | 1         | 26     | 4e                 |
| 2001    | Lola-Zytek       | Derek Hill               | 0         | 0      | NC                 |

## Formula Renault 3.5 Series
Dams annonce son arrivée en Formula Renault 3.5 Series à partir de la saison 2012. L'écurie restera dans le championnat jusqu'à la fin de la saison 2015.

### Résultats en Formula Renault 3.5 Series
| Saisons | Voitures      | Pilotes          | Courses | Victoires | Points | Classement pilotes | Classement écuries |
| ------- | ------------- | ---------------- | ------- | --------- | ------ | ------------------ | ------------------ |
| 2012    | Dallara-Zytek | Arthur Pic       | 17      | 1         | 102    | 8e                 | 9e                 |
| 2012    | Dallara-Zytek | Lucas Foresti    | 17      | 0         | 8      | 23e                | 9e                 |
| 2013    | Dallara-Zytek | Kevin Magnussen  | 17      | 5         | 274    | Champion           | Champion           |
| 2013    | Dallara-Zytek | Norman Nato      | 17      | 0         | 33     | 13e                | Champion           |
| 2014    | Dallara-Zytek | Carlos Sainz Jr. | 17      | 7         | 227    | Champion           | Champion           |
| 2014    | Dallara-Zytek | Norman Nato      | 17      | 2         | 89     | 7e                 | Champion           |
| 2015    | Dallara-Zytek | Nyck de Vries    | 17      | 1         | 160    | 3e                 | 2e                 |
| 2015    | Dallara-Zytek | Dean Stoneman    | 17      | 0         | 130    | 6e                 | 2e                 |

## GP2 Series
Après le remplacement de la Formule 3000 par le GP2 Series, DAMS s'engage dans cette nouvelle compétition dès la première saison du championnat en 2005.

### Résultats en GP2

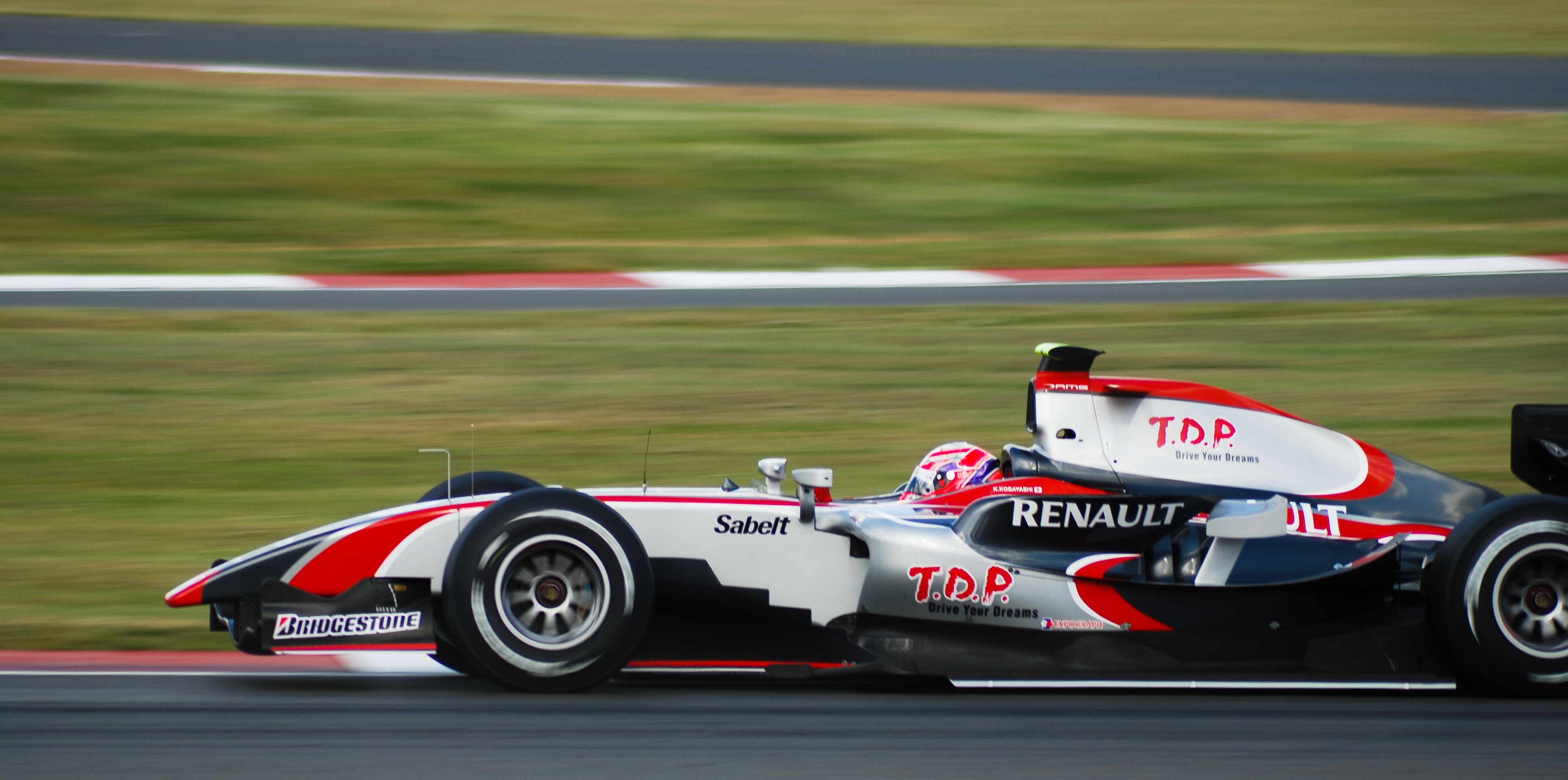
Kamui Kobayashi à Silverstone en GP2 Series 2008

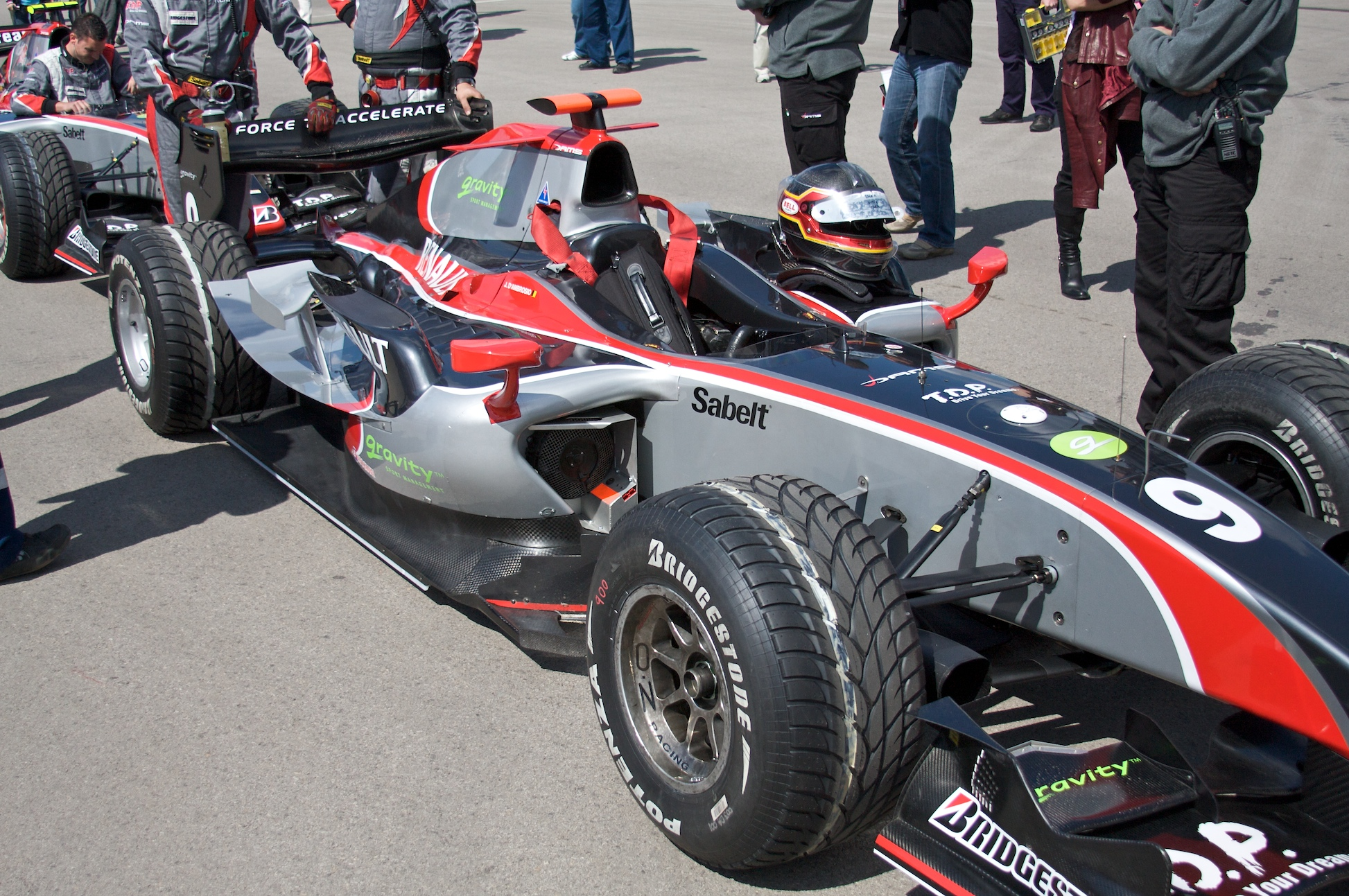
La voiture de Jérôme d'Ambrosio en GP2 Series 2008

| Saisons | Voitures           | Pilotes               | Courses | Victoires | Points | Championnat pilotes | Championnat écuries |
| ------- | ------------------ | --------------------- | ------- | --------- | ------ | ------------------- | ------------------- |
| 2005    | Dallara-Mecachrome | José María López      | 23      | 1         | 36     | 9e                  | 7e                  |
| 2005    | Dallara-Mecachrome | Fairuz Fauzy          | 23      | 0         | 0      | 24e                 | 7e                  |
| 2006    | Dallara-Mecachrome | Franck Perera         | 21      | 0         | 8      | 17e                 | 12e                 |
| 2006    | Dallara-Mecachrome | Ferdinando Monfardini | 21      | 0         | 6      | 21e                 | 12e                 |
| 2007    | Dallara-Mecachrome | Kazuki Nakajima       | 21      | 0         | 44     | 5e                  | 5e                  |
| 2007    | Dallara-Mecachrome | Nicolas Lapierre      | 21      | 2         | 23     | 12e                 | 5e                  |
| 2008    | Dallara-Mecachrome | Jérôme d'Ambrosio     | 20      | 0         | 21     | 11e                 | 8e                  |
| 2008    | Dallara-Mecachrome | Kamui Kobayashi       | 20      | 1         | 10     | 16e                 | 8e                  |
| 2009    | Dallara-Mecachrome | Jérôme d'Ambrosio     | 20      | 0         | 29     | 9e                  | 6e                  |
| 2009    | Dallara-Mecachrome | Kamui Kobayashi       | 20      | 0         | 13     | 16e                 | 6e                  |
| 2010    | Dallara-Mecachrome | Jérôme d'Ambrosio     | 18      | 1         | 21     | 12e                 | 6e                  |
| 2010    | Dallara-Mecachrome | Romain Grosjean       | 18      | 0         | 14     | 14e                 | 6e                  |
| 2010    | Dallara-Mecachrome | Ho-Pin Tung           | 18      | 0         | 0      | 28e                 | 6e                  |
| 2011    | Dallara-Mecachrome | Romain Grosjean       | 18      | 5         | 89     | Champion            | 2e                  |
| 2011    | Dallara-Mecachrome | Pål Varhaug           | 18      | 0         | 0      | 23e                 | 2e                  |
| 2012    | Dallara-Mecachrome | Davide Valsecchi      | 24      | 4         | 247    | Champion            | Champion            |
| 2012    | Dallara-Mecachrome | Felipe Nasr           | 24      | 0         | 95     | 10e                 | Champion            |
| 2013    | Dallara-Mecachrome | Marcus Ericsson       | 22      | 1         | 121    | 6e                  | 4e                  |
| 2013    | Dallara-Mecachrome | Stéphane Richelmi     | 22      | 0         | 103    | 8e                  | 4e                  |
| 2014    | Dallara-Mecachrome | Jolyon Palmer         | 22      | 4         | 276    | Champion            | Champion            |
| 2014    | Dallara-Mecachrome | Stéphane Richelmi     | 22      | 1         | 73     | 9e                  | Champion            |
| 2015    | Dallara-Mecachrome | Pierre Gasly          | 21      | 0         | 110    | 8e                  | 3e                  |
| 2015    | Dallara-Mecachrome | Alex Lynn             | 21      | 2         | 110    | 6e                  | 3e                  |
| 2016    | Dallara-Mecachrome | Alex Lynn             | 22      | 3         | 124    | 6e                  | 5e                  |
| 2016    | Dallara-Mecachrome | Nicholas Latifi       | 22      | 0         | 23     | 16e                 | 5e                  |

## GP3 Series
Dams annonce son arrivée en GP3 pour 2016 et par la même occasion abandonne le World Series by Renault Formula 3.5.

### Résultats en GP3
| Saisons | Voitures           | Pilotes            | Courses | Victoires | Points | Classement pilotes | Classement écuries |
| ------- | ------------------ | ------------------ | ------- | --------- | ------ | ------------------ | ------------------ |
| 2016    | Dallara-Mecachrome | Santino Ferrucci   | 16      | 0         | 34     | 12e                | 5e                 |
| 2016    | Dallara-Mecachrome | Jake Hughes        | 16      | 1         | 69     | 9e                 | 5e                 |
| 2016    | Dallara-Mecachrome | Kevin Jörg         | 16      | 0         | 13     | 17e                | 5e                 |
| 2017    | Dallara-Mecachrome | Dan Ticktum        | 5       | 0         | 36     | 11e                | 6e                 |
| 2017    | Dallara-Mecachrome | Tatiana Calderón   | 15      | 0         | 7      | 18e                | 6e                 |
| 2017    | Dallara-Mecachrome | Santino Ferrucci   | 6       | 0         | 3      | 19e                | 6e                 |
| 2017    | Dallara-Mecachrome | Bruno Baptista     | 15      | 0         | 1      | 20e                | 6e                 |
| 2017    | Dallara-Mecachrome | Matthieu Vaxivière | 4       | 0         | 0      | 21e                | 6e                 |

## A1 Grand Prix

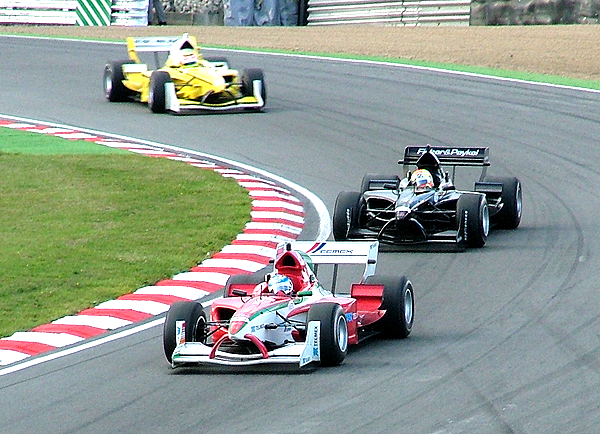
Au premier plan, la voiture du A1 Team Mexico 2006

Dès le lancement de la série A1 Grand Prix, Jean-Paul Driot devient propriétaire de la franchise de l'A1 Team France. Ce sera logiquement son écurie DAMS qui sera chargée de faire courir la monoplace de l'équipe représentant la France dans la compétition. De plus, les équipes représentant la Suisse, le Mexique puis l'Afrique du Sud confient leur voiture de course à DAMS.
L'équipe de France marque la première saison de l'histoire de la compétition en remportant le championnat avec 51 points d'avance sur son dauphin, l'A1 Team Suisse grâce à Alexandre Prémat et Nicolas Lapierre qui remportent à eux deux treize des vingt-deux courses de la saison.

### Résultats en A1 Grand Prix
| Saisons   | Voitures                | Équipes              | Victoires | Points | Classements |
| --------- | ----------------------- | -------------------- | --------- | ------ | ----------- |
| 2005-2006 | Lola-Zytek              | A1 Team France       | 13        | 172    | 1er         |
| 2005-2006 | Lola-Zytek              | A1 Team Suisse       | 1         | 121    | 2e          |
| 2005-2006 | Lola-Zytek              | A1 Team Mexico       | 2         | 59     | 10e         |
| 2006-2007 | Lola-Zytek              | A1 Team France       | 0         | 67     | 4e          |
| 2006-2007 | Lola-Zytek              | A1 Team South Africa | 1         | 24     | 14e         |
| 2007-2008 | Lola-Zytek              | A1 Team France       | 1         | 118    | 4e          |
| 2007-2008 | Lola-Zytek              | A1 Team South Africa | 2         | 96     | 5e          |
| 2008-2009 | A1GP Powered by Ferrari | A1 Team France       | 1         | 47     | 5e          |
| 2008-2009 | A1GP Powered by Ferrari | A1 Team South Africa | 0         | 19     | 14e         |